# Zoe Bäckstedt
Zoe Bäckstedt, född 24 september 2004 i Pontyclun, är en brittisk professionell landsvägscyklist. Hon är syster till cyklisten Elynor Bäckstedt och dotter till den svenske cyklisten Magnus Bäckstedt.

## Karriär
Bäckstedt har cyklat professionellt sedan 2022. Bland hennes meriter kan nämnas en vinst i brittiska cykelcrossmästerskapen och 2024 vann hon guld i cykelcrossvärldsmästerskapen. 2023 vann hon tempoloppet vid europamästerskapet för U23.